# Ardfinnan Castle
Ardfinnan Castle (irisch Caisleán Ard Fhíonáin) ist eine Höhenburg im Dorf Ardfinnan am Suir, etwa 11 km westlich von Clonmel im irischen County Tipperary. Die Burg wurde um 1185 als Schwesterburg von Lismore Castle errichtet, um den dortigen Flussübergang zu bewachen. Heute ist sie in privater Hand und nicht öffentlich zugänglich.
Die anglonormannische Burg liegt an einem großen, felsigen Abhang über dem Tal des Suir; die Knockmealdown Mountains liegen südlich davon und die Galtee Mountains im Nordwesten. Die Burg bedeckt die Grundfläche eines Parallelogramms und besitzt quadratische Zinnen an den Ecken und einen befestigten Torweg.

## Geschichte

### Frühe Geschichte
Der englische König Johann Ohneland, der damalige Herr von Irland, ließ die Burg 1185, während seiner ersten Feldzuges nach Irland, errichten. Johanns Vater, König Heinrich II., hatte Ardfinnan und Thybroughney am Fluss Suir, sowie Lismore am Blackwater als Schlüsselpositionen für den Bau von Burgen vorgeschlagen. Besonders wichtig war, dass Ardfinnan Castle einen Weg von der anglonormannisch beherrschten Südküste nach Zentralirland sichern würde. Johann Ohneland kam im April 1185 in Waterford an, wonach er bald den cambro-normannischen Ritter Maurice de Prendergast mit der Herrschaft von Ardfinnan belehnte, ihn mit dem Bau von Ardfinnan Castle beauftragte und von ihm verlangte, es als sein Kastellan zu verteidigen.

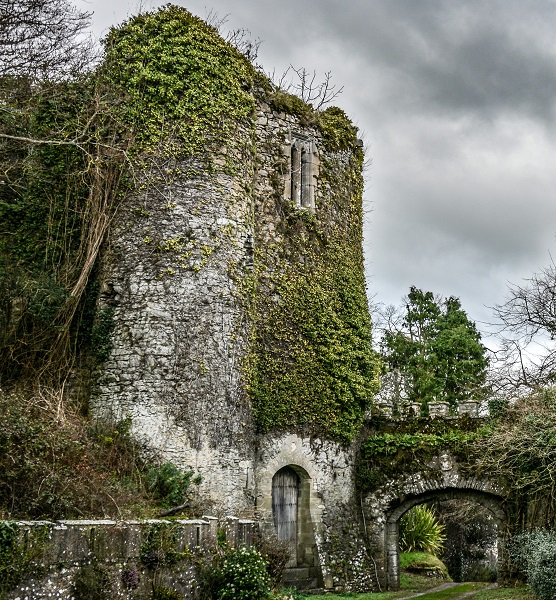
Vorderteil der Überreste des Donjons aus dem 13. Jahrhundert, der – unüblich für Irland – einen runden anstatt eines quadratischen Grundrisses hatte.

Als Vergeltung für den Bau der Burgen durch Johann Ohneland wurde Lismore Castle in einem Überraschungsangriff von den Iren erobert und ihr Kastellan, Robert de Barry, zusammen mit der ganzen Garnison hingeschlachtet. Der König von Munster, Domnall Mór Ua Briain, der König von Connacht, Ruaidrí Ua Conchobair, und der König von Desmond, Dermod MacCarthy, wandten sich dann gegen Ardfinnan Castle. Als sich Ua Briain der imposanten Burg am anderen Ufer des Flusses gegenübersah, wurde ihm bewusst, dass er sie nicht mit Gewalt einnehmen könnte. Er täuschte seinen Rückzug vor, wandte sich aber nur zurück, um von der kleinen Garnison von Rittern, die Ardfinnan Castle hielt, verfolgt zu werden, was für Ua Briain ein Vorteil war. Er kehrte auf der Stelle um nach Ardfinnan, umschloss mit seiner Streitmacht die nun schutzlos ausgesetzten Ritter, machte einen Großteil von ihnen nieder und eroberte dann Ardfinnan Castle. Nach dieser Schlacht und weiteren, verlorenen Kämpfen gegen die irischen Könige war Johann Ohnelands ursprüngliche Streitmacht von 300 Mann so dezimiert, dass er im Dezember desselben Jahres 1185 von seinem Vater nach England zurückgerufen wurde.
Ardfinnan Castle wurde prompt zurückerobert und wechselte weiterhin zwischen den wetteifernden Anglonormannen Besitzer, bis es an den Templerorden übergeben wurde und später an den Johanniterorden verlehnt. Die Johanniter schützten diesen wichtigen Übergang zwischen Cashel und Lismore und sie ließen Anfang des 13. Jahrhunderts den bis heute erhaltenen, runden Donjon errichten.

### Belagerung durch Cromwells Truppen
Am 2. Februar 1650 fand Generalmajor Henry Ireton, der Oliver Cromwell bei der Rückeroberung Irlands begleitete, weder ausreichend gute Wetterverhältnisse vor, noch hatte er Boote für die Überquerung des Flusses Suir mit seiner Armee. So machte er sich zur Brücke von Ardfinnan auf, um, zusätzlich zur Brücke in Carrick einen weiteren wichtigen Übergang über den Fluss zu erobern. Mit der Aussicht, die strategisch platzierte Burg, die den Übergang von hoch oben aus schützte, zu erobern, wartete er bis ca. 4 Uhr am nächsten Morgen, um eine Belagerung zu unternehmen. David FitzGibbon (Der weiße Ritter), Kastellan von Ardfinnan Castle im Auftrag von König Karl II., verteidigte mit einer kleinen Gruppe von Soldaten die Burg gegen die Parlamentaristen. Mit Kanonen, die Ireton auf einem Hügel gegenüber der Burg platziert hatte, bombardierte er die einst undurchdringlichen Mauern, bis sich nach 8 Schüssen ein großer Durchbruch ergab. Dann tötete er etwa 13 Männer des äußeren Schutzrings, verlor dabei nur zwei seiner eigenen Leute und 10 seiner Männer wurden verwundet. Danach wurde Ardfinnan Castle prompt an die New Model Army übergeben, die es dann für ihre gesamte Zeit in Irland als Garnison nutzte. Wegen seiner schnellen Aufgabe der Burg wurde FitzGibbons Leben geschont, aber er verlor daraufhin seine Ländereien in Ardfinnan und wurde 1653 nach Connacht versetzt. Schusswaffen, Munition und weiterer Nachschub, die in Youghal ankamen, wurden über den Fluss Blackwater zum Übergang in Cappoquin und schließlich auf dem Fluss Suir nach Ardfinnan gebracht, sodass sie den Rest der Armee in Tipperary erreichten. Mit dem Ende der Rückeroberung Irlands schleiften die abrückenden parlamentaristischen Truppen Ardfinnan Castle und ließen es als teilweise Ruine zurück.

### Garnison der britischen Armee
Unter der Bedrohung einer Invasion im Zuge der französischen Revolution wurde die Burg wieder mit einer Garnison belegt, und zwar mit Fencibles der British Army. Auch wenn Ardfinnan Castle in Ruinen lag, hatte es doch eine strategisch wichtige Lage über einem wichtigen Übergang über den Fluss Suir inne und wurde zusammen mit dem Rest des Gebietes um Ardfinnan und Neddans für ein Sommertrainingslager der British Army genutzt, womit auch Reserven verbunden waren, die auf eine französische Invasion vorbereitet waren. Das Training im Schießen und Marschieren war wichtig, um aus dieser Miliz eine effektive, militärische Truppe zu schmieden. Aus dem anfänglichen Sommertrainingslager wurde im März 1796 auf Befehl von John Pratt, 1. Marquess Camden, ein permanentes Lager, das aus einer Streitmacht von 2740 meist protestantischen Soldaten bestand. Das Lager wurde 1802 aufgelöst.

### Restaurierung
Anfang des 19. Jahrhunderts wurden Ardfinnan Castle und 6 Hektar umgebendes Land an die Nachkommen von Maurice de Prendergast zurückgegeben. Diese gehörten dem Familienzweig aus Newcastle an. Der Donjon der Burg wurde um 1846 in viktorianischem Stil restauriert, wobei Gebäude angebaut und die Burg im Wesentlichen in ein Landhaus umgebaut wurde. Anfang der 1920er-Jahre wurde Ardfinnan Castle von dem Admiral der Royal Navy Sir Robert Prendergast an keinen Angehörigen des angloirischen Adels, sondern an einen gewissen Mr Mulcahy der erfolgreichen Ardfinnan Woolen Mills verkauft. Diese Mühle überschattet die Burg an einer Stelle, an der früher Prendergasts Mehlmühle stand. Mr Mulcahy ließ 1929 an dem Haus weitere Renovierungsarbeiten vornehmen. Der letzte Anbau war ein dreistöckiges Gebäude mit Giebeln, das vermutlich in den 1930er-Jahren errichtet wurde.